# Filmzene.net
A 2004-ben alapított Filmzene.net Magyarország első filmzenékkel foglalkozó internetes portálja. Az oldalt magánemberek készítik, akiket munkájukban a filmzenék szeretete motivál.

## Története

### A kezdet
2003-ban egy filmzenékért rajongó baráti kör elhatározta, hogy hiánypótló céllal létrehoz egy magyar nyelvű honlapot, mely kifejezetten e műfajjal foglalkozik, közérthető nyelvezeten. Tették ezt azért, mert akkoriban a számtalan, mozgóképekkel foglalkozó honlap, illetve újság jobbára teljes mértékben kerülte a filmek szerves részét alkotó zenék ismertetését, vagy csak érintőlegesen foglalkoztak ezekkel a cikkek, a komponisták nevét legtöbbször meg sem említve. A szerkesztők célja egy dinamikusan fejlődő, a filmzenéket és azok alkotóit bemutató honlap létrehozása volt, annak érdekében, hogy minél több emberrel megkedveltessék hazánkban a műfajt. 
A Filmzene.net egy nonprofit, kizárólag állandó munkatársakkal készülő, filmforgalmazóktól, kiadóktól és egyéb szervezetektől független oldal. A szerkesztők nem hivatásos zenekritikusok, hanem hétköznapi filmzenerajongók, akik a saját maguk által létrehozott felületen osztják meg olvasóikkal véleményüket. A különféle filmzenékről írt ismertetőik száma hetente növekszik, a régi nagy klasszikusok mellett az újdonságokról is igyekeznek beszámolni, de rendszeresen születnek életműelemző írások napjaink és a közelmúlt, illetve a filmzenei aranykorszak komponistáiról egyaránt. Az oldal a különféle komponisták életrajzát is tartalmazza, sok esetben a velük készített interjúval egyetemben. A honlapon olvashatók orgonaművésszel, karmesterrel, producerrel, lemezkiadó-vezetővel és más, a témához kapcsolható személyiségekkel készített beszélgetések is.

### Az indulástól napjainkig
„2003. dec. 25. – Az oldal próbaverziója sikeresen Föld körüli pályára állt." Ez a felirat került fel a honlap próbaverziójára, mely ezután még hónapokig csak a szerkesztők számára volt látható, hogy csiszolhassanak rajta. Ezen idő alatt megvitatták a dizájnt és az irányt is. 23 biográfiával, valamint 48 kritikával, 2004 júliusának első felében lekerült a Filmzene.netről  a „Fejlesztés alatt!” tábla, s életre kelt az oldal. Folyamatosan bővültek a rovatok, a kezdeti menüsor további elemeket kapott. A kritikák, biográfiák és hírek mellett megjelentek olyan egyéb írások is, melyek többek közt a komponisták nem filmzenei albumairól, hazai és külföldi koncertjeiről, filmzenékhez közeli alkotók munkáiról, lemezkiadókról, stúdiókról szólnak. „Jó tudni” címmel elkészült egy tájékoztató a műfaj leggyakoribb fogalmairól is. A következő lépés a zeneiparban dolgozó hazai és külföldi művészek, illetve szakemberek megkeresése volt. Ennek köszönhetően az interjúk rendszeres megjelenése mára annyira hozzátartozik az oldal összképéhez, mint a különféle régi és új kiadványokról szóló beszámolók.
A Filmzene.net első dizájnját és technikai megvalósítását a szerkesztők még saját maguk készítették el, ám egy idő után belátták, hogy sokkal több funkcióra lesz szükségük. A következő, 2006-ban megszületett dizájn kialakítása hosszú tervezés eredménye volt, és ennél már szerepet kaphattak korábban mellőzött témakörök is. Életre kelt a fórum, ahol lehetőség nyílt a szerkesztők felé történő közvetlen visszajelzésre, valamint a filmzenebarátok közötti eszmecserére is. A fórum moderált, azonban kizárólag a kulturált beszélgetés szabályait szándékosan figyelmen kívül hagyó, provokatív, a fórumban kialakult közösség tagjait sértő hozzászólások kerülnek törlésre.
2011 novemberétől kezdődően a Klasszik Rádió Cinemusic elnevezésű, vasárnaponként jelentkező filmzenei magazinjában a Filmzene.net kapott egy félórás műsorblokkot, melyben a honlap szerkesztői által írt összekötő szövegek fogják közre a szintén általuk összeállított zenei válogatást.
2012 márciusától a Filmzene.net munkatársai készítik a Vox Mozimagazin teljes filmzenei rovatát.

## Kategóriák
Noha a közvélekedés filmzenének tart mindent, ami csak elhangzik egy alkotásban, a honlap szerkesztői elsősorban nem a jelenetek alatt hallható  új vagy korábbról ismert betétdalokra, hanem a kifejezetten a mozgóképekhez komponált instrumentális aláfestésre, más néven a score-ra koncentrálnak. Az oldalon található zenei elemzések az áttekinthetőség érdekében kategóriákra oszlanak, melyek az alábbiak:

### Filmzenealbumok
Ide tartoznak a különféle hagyományos CD-s, bakelites, illetve digitális megjelenésű score-okról szóló ismertetők. A cikkek nemcsak magát a zenét elemzik a lehetőség szerint mindenre kiterjedően, de arról is szó esik, hogy az adott filmben miként állt hely. A cikkírók nemegyszer a komponistákat is megkeresik, hogy exkluzív érdekességekkel bővíthessék az írásokat. Ebbe a csoportba kerültek a betétdalos soundtrackek is.

### Filmzenékről röviden
Az oldal folyamatos frissülésének érdekében rendszeresen kerülnek fel csak a lényegre szorítkozó, rövidebb elemzések e kategória keretein belül. Ezen írások olykor az adott mozgókép ismerete nélkül készülnek el, de amennyiben később a cikkíró – vagy bármely szerkesztőtársa – a film megnézését követően úgy érzi, lenne bővebb mondanivalója a témában, elkészítheti a hosszú verziót, akár teljesen átértékelve a korábban leírtakat. Ilyen esetekben a rövid verzió törlésre kerül, felülírja az új.

### Filmek alatt hallott zenék
A kategóriára alapvetően a kézzelfogható vagy digitális albumként kiadatlan filmzenékről születő ismertetők miatt volt szükség, de az évek során a kevésbé kiemelt fontosságú filmek score-jainak ismertetői is itt kaptak helyet. Az ide került írások tehát nem a kiadott albumokat, hanem kizárólag a jelenetek alatt szóló zenéket, azok filmbeli helytállását elemzik.

### 1 hét – 5 album
A heti egy alkalommal jelentkező rovatban olyan albumok szerepelnek, amelyekről hosszabb terjedelmű írás nem fog születni.

### További, ritkábban frissülő kategóriák
- Filmzenékhez köthető albumok
- Filmzeneszerzők önálló albumai
- Játékzenék

## Interjúk
| - Aaron Zigman - Aenima CGS - Alex Wurman - Andrew Lockington - Andy Vajna - Anthony Lledo - Asche & Spencer - Atli Örvarsson - Austin Wintory - Brian McNelis - Brian Tyler - Carl Davis - Dan Foliart - Daniel Licht - David Arnold - David Julyan - Deborah Lurie - Edmund Choi - Elia Cmiral - George S. Clinton | - Graeme Revell - Gulya Róbert - Hollerung Gábor - J. Peter Robinson - James Dooley - Jeff Beal - Jeff Danna - Jeff Rona - John Debney - John Frizzell - John Hunter - John Ottman - John Powell - Lisa Gerrard - Mark Hinton Stewart - Mark Isham - Marvin Hamlisch - Mateo Messina - Matteo Zingales - Michael V. Gerhard | - Mychael Danna - Nathan Barr - Paul Leonard-Morgan - Pedro Bromfman - Philip Glass - Ramin Djawadi - Richard Marvin - Robert Townson - Robin Esterhammer - Roque Banos - Starr Parodi - Timothy Williams - Tina Guo - Varnus Xavér - Víctor Reyes - Wolf Péter - Zságer Balázs |

## A filmzene legendái
- Alex North
- Alfred Newman
- Angelo Badalamenti
- Basil Poledouris
- Bernard Herrmann
- Dave Grusin
- David Raksin
- Dimitri Tiomkin
- Erich Wolfgang Korngold
- Franz Waxman
- Georges Delerue
- John Barry
- Lalo Schifrin
- Leonard Rosenman
- Marvin Hamlisch
- Maurice Jarre
- Max Steiner
- Michel Legrand
- Nino Rota
- Philip Glass
- Rózsa Miklós
- Victor Young

## Kollaborációk, életutak
- A Pixar zenéi
- Alan Menken és a Disney
- Alfred Hitchcock
- Brian De Palma
- David Cronenberg és Howard Shore
- David Fincher
- David Lean és Maurice Jarre
- Elmer Bernstein
- Jack Ryan-adaptációk
- James Cameron
- Jan De Bont és Mark Mancina
- Jerry Goldsmith
- Joe Dante és Jerry Goldsmith
- John Milius és Basil Poledouris
- John Powell rajzfilmzenéi
- John Williams - Komponista a filmzenéken túl
- John Williams - Távol Spielbergtől
- Jon Amiel és Christopher Young
- Julie Taymor és Elliot Goldenthal
- Karácsonyi filmzenék
- Kenneth Branagh és Patrick Doyle
- M. Night Shyamalan és James Newton Howard
- Martin Scorsese
- Michael Bay
- Michael Kamen
- Oliver Stone
- Randy Newman és a Pixar
- Richard Donner
- Ridley Scott
- Ridley Scott és Hans Zimmer
- Robert Zemeckis és Alan Silvestri
- Roland Emmerich és David Arnold
- Roland Emmerich és Harald Kloser
- Romantikus filmzenék
- Ron Howard
- Ron Howard és James Horner
- Rózsa Miklós
- Sergio Leone és Ennio Morricone
- Sportfilmek zenéi
- Stephen King-adaptációk
- Stephen Sommers
- Steven Spielberg és John Williams
- Tim Burton és Danny Elfman
- Tony Scott és Harry Gregson-Williams
- Wolfgang Petersen

## Moziszériák és tévésorozatok
- A Fantasztikus Négyes-filmek
- A feláldozhatók-sorozat
- A hobbit-trilógia
- A Karib-tenger kalózai-sorozat
- A lény-filmek
- A majmok bolygója-filmek
- A múmia-filmek
- Az ember a Fellegvárban
- Alien-filmek
- Batman-filmek
- Battlestar Galactica
- Bosszúállók-filmek
- Chicago Hope kórház
- Csúcsformában-sorozat
- Dexter
- Die Hard-filmek
- Döglött akták
- Halálos fegyver-filmek
- Hannibal
- Harry Potter-filmek
- Hellraiser-filmek
- Igazságosztók
- Jurassic Park-sorozat
- Knight Rider-sorozat
- Lángoló Chicago
- Lost
- Mad Max-filmek
- Masada
- Mission: Impossible-filmek
- Pókember-filmek
- Predator-filmek
- Rambo-filmek
- Rémálom az Elm utcában
- Robert Langdon-filmek
- Robotzsaru-filmek
- Sikoly-filmek
- Spartacus
- Star Wars-saga
- Superman-filmek
- Terminátor-filmek
- Terra Nova
- Tom és Jerry-rajzfilmek
- Transformers-filmek
- Tudorok
- Twilight-saga
- Válaszcsapás
- Végső állomás-filmek
- Vissza a jövőbe-trilógia
- X-akták
- X-Men-filmek

## Zenék egy témára
- A három testőr
- Cápás filmek
- Conan
- Hollywood és az USA elnökei
- Jane Eyre-adaptációk
- Robin Hood
- Sherlock Holmes